# Nocticola brooksi
Nocticola brooksi es una especie de cucaracha del género Nocticola, familia Nocticolidae. Fue descrita científicamente por Roth en 1995.
Habita en Australia.